# Szabad Német Ifjúság

A szervezet logója

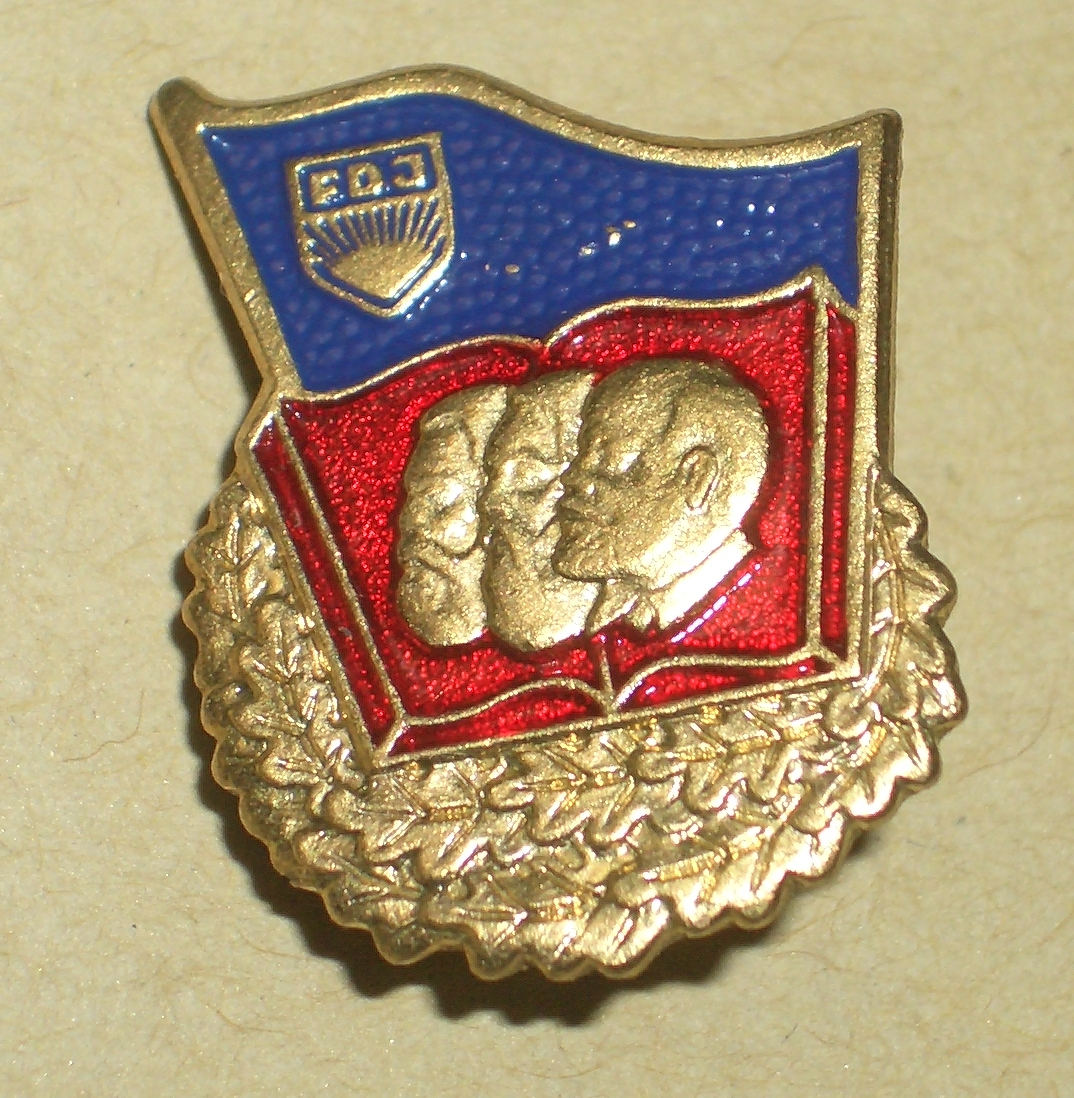
Abzeichen für gutes Wissen, a marxista–leninista tudásért járó kitüntetés arany fokozata

Szabad Német Ifjúság (németül Freie Deutsche Jugend, rövidítve FDJ): ifjúsági tömegszervezet. Az NDK egyetlen államilag elismert és támogatott ifjúsági szervezete jelentős hatáskörrel. Az NSZK-ban az „FDJ in Westdeutschland“ 1951 óta betiltott szervezet. Tagja olyan világifjúsági szervezeteknek, mint a DIVSZ és a Nemzetközi Diákszövetség.

## Története

### Az FDJ alapítása1936-1939emigrációban
Az FDJ célja az volt, hogy egyesítse az antifasiszta fiatalságot Hitler ellen. Olyan fiatalok alapították, akik a hitleri fasizmus elől külföldre menekültek 1936-ban Párizsban, 1938-ban Prágában és 1939-től Nagy-Britanniában. A fasiszta hatalom idején nem tudtak Németország területén még kisebb csoportokat sem alapítani. Először csak a béke idején alakultak meg az FDJ német földön születő csoportjai, melyek a mozgalomnak új irányt szabtak. A feltételek az egyes megszállási övezetekben eltérően alakultak, így a két német államban az alapítás után külön fejlődtek az FDJ szervezetei.

### A Német Demokratikus Köztársaságban
"az FDJ aktívan részt vett egy antifasiszta demokratikus állam kialakításában/felépítésében és végül tömegszervezetté vált", melyhez polgárainak, fiataljainak legtöbbje tartozott. (" Die FDJ wirkte tatkräftig am Neuaufbau eines antifaschistischen, demokratischen Staates mit und wurde schließlich zur Massenorganisation, der die überwiegende Mehrheit der Bürger in ihrer Jugend angehörte und durch sie geprägt wurde", Forrás. FDJ weblapja). Célja volt az ifjúság internacionalista jellegű nevelése.

### A Német Szövetségi Köztársaságban
Az FDJ először a Bundeswehr újbóli bevezetése ellen illetve az újrafegyverkezés ellen küzdött. 1952-ben egy békedemonstráció alkalmával az FDJ-tag Philipp Müllert a rendőrség lelőtte. 1951. június 26-án az Adenauer-kormány betiltotta a szervezet működését, több FDJ-tag börtönbe került. De a szervezet ennek ellenére nem hagyott fel ténykedésével. A betiltott státusz ma is érvényben van.

### A német egyesítés után
Az NDK és NSZK egyesítésével az FDJ szervezete majdnem szétzilálódott. Taglétszáma 1992-ig radikálisan lecsökkent, azóta állandó. 1994-ben nyugat-német fiatalok is beléptek a szervezetbe illetve csoportokat alakítottak a volt Nyugat-Németország területén. 

## A szervezet mai célkitűzései
Az FDJ mai saját álláspontja szerint: Ma már a kormányzat nem tiltással küzd ellenük, hanem a kisajátítás eszközével. Így a szervezetet önellátásra kényszeríti, milliós költségek átvállalására, ami a szervezet megsemmisüléséhez vezet. Ez ellen küzd az FDJ. Küzd még az ifjúság nacionalistává válása ellen, helyette az internacionalizmust választva – mivel az elmúlt században már kétszer megtörtént, hogy a rasszizmus és a nacionalizmus a német fiatalokat idegen országok lerohanásához vezette. A német egyesítést az FDJ mint az NDK annektálását fogja fel, mellyel egyúttal elvesztették a fiatalok ifjúsági klubjaikat, bölcsődéiket, óvodáikat. Kilátástalanná vált sok fiatal számára a tanulás lehetősége is, mivel a felsőfokú oktatásba csak a módosabbak gyermekei juthatnak be, amelyet az FDJ a középkorba való visszasüllyedéssel értelmez. 
Ezért elutasítja az NSZK-t, a német imperializmust, a háborút. Idézve: 
A népek barátságáért és az internacionalizmusért, a nacionalizmus, rasszizmus és háború ellen!
Wir sind für Völkerfreundschaft und Internationalismus, gegen Nationalismus, Rassismus und Krieg!
Székhelye Berlinben található, címe: Zentralrat, Karl-Liebknecht-Haus, Weydingerstr. 14-16, 10178 Berlin.